# Эггендорф-им-Траункрайс
Эггендорф-им-Траункрайс (нем. Eggendorf im Traunkreis) — коммуна (нем. Gemeinde) в Австрии, в федеральной земле Верхняя Австрия.
Входит в состав округа Линц. Население составляет 731 человек (на 1 января 2005 года). Занимает площадь 9 км². Официальный код — 41004.

## Политическая ситуация
Бургомистр коммуны — Йохан Штайнкоглер (СДПА) по результатам выборов 2003 года.